# Exochus flavinotum
Exochus flavinotum är en stekelart som beskrevs av Morley 1913. Exochus flavinotum ingår i släktet Exochus och familjen brokparasitsteklar. Inga underarter finns listade i Catalogue of Life.